# Parafia św. Mikołaja w Wilkowie

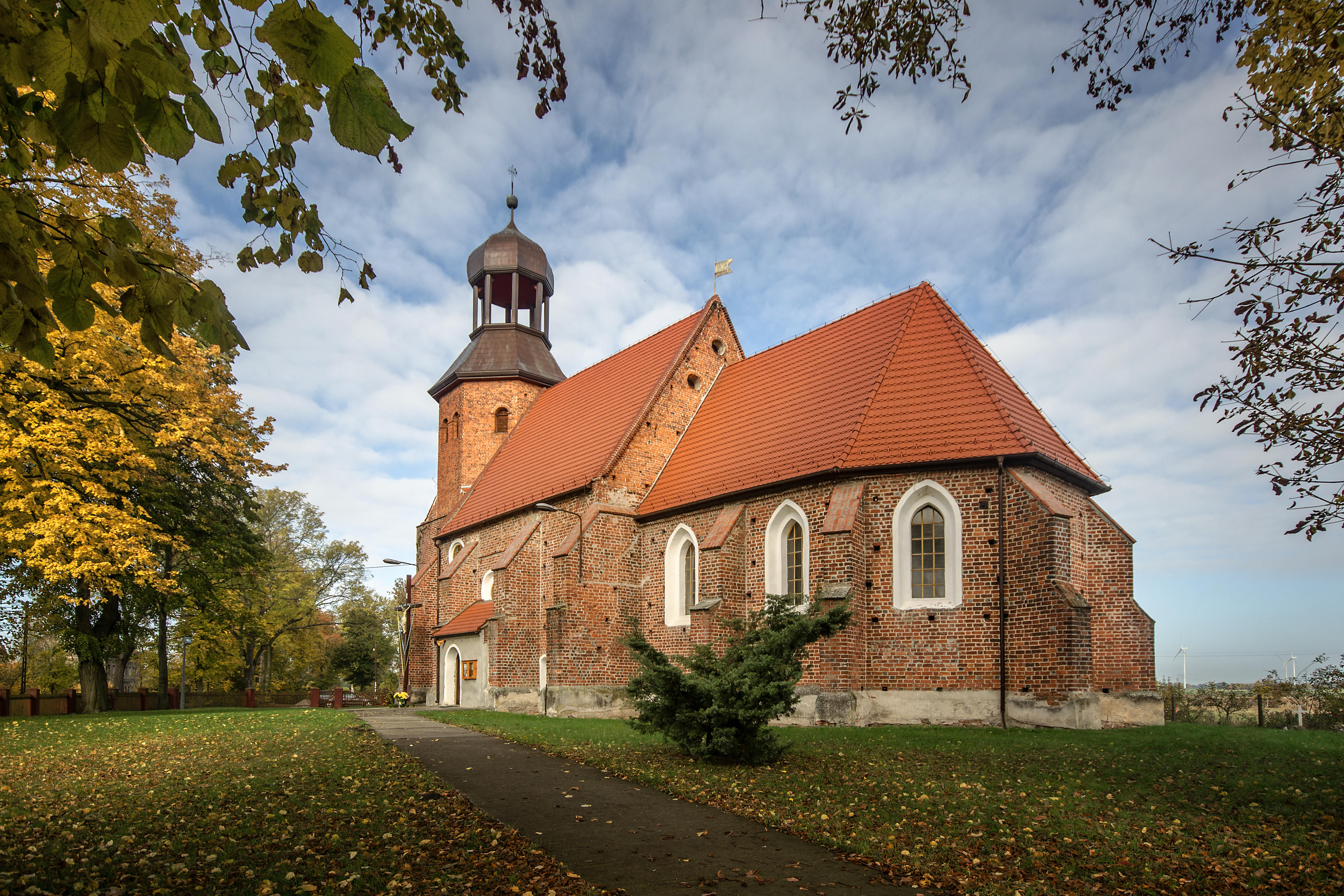
Kościół filialny Nawiedzenia NMP w Wojciechowie

Parafia Świętego Mikołaja – rzymskokatolicka parafia w Wilkowie. Znajduje się w dekanacie Namysłów zachód, archidiecezji wrocławskiej.

## Historia parafii
Parafia została erygowana w 1957 roku przez księdza arcybiskupa Bolesława Kominka. Parafię zamieszkuje 1473 osoby. Obsługuje ją ksiądz diecezjalny Łukasz Tokarczyk. Swoim zasięgiem obejmuje ona miejscowości:
- Wilków,
- Barski Dwór,
- Dębnik,
- Wojciechów.

## Kościoły i kaplice
- Kościół parafialny św. Mikołaja w Wilkowie

obiekty filialne:
- Kościół Nawiedzenia Najświętszej Maryi Panny w Wojciechowie,
- Kaplica św. Józefa Oblubieńca Najświętszej Maryi Panny w Wilkowie.

### Parafialne księgi metrykalne
| Księgi metrykalne | Okres ewidencji |
| ----------------- | --------------- |
| chrztów           | od 1957         |
| ślubów            | od 1957         |
| zgonów            | od 1957         |

## Grupy parafialne
- Żywy Różaniec,
- Rada Parafialna,
- Liturgiczna Służba Ołtarza[1].